# Стемповский, Станислав
Стани́слав Стемпо́вский (пол. Stanisław Stempowski; 27 января 1870 — 11 января 1952, Варшава) — польский и украинский политик и общественный деятель. Отец Ежи Стемповского.

## Биография
Родился в 1870 году в Подольской губернии. С 1879 по 1888 год учился в Кременце, с 1888 по 1892 год изучал ветеринарное дело в Дерпте (ныне Тарту).
После Первой мировой войны был министром в нескольких кабинетах Украинской народной республики в 1920 году, возглавлявшихся Исааком Мазепой, Вячеславом Прокоповичем и Андреем Ливицким. До января 1922 года был министром в правительстве УНР в изгнании.
В конце 1921 года стал масоном, с 1926 по 1928 год был великим мастером Великой народной ложи Польши. 19 марта 1938 года покинул масонство, опасаясь антимасонской политики польского правительства.
Умер в 1952 году в Варшаве.